# Phintella lunda
Phintella lunda är en spindelart som beskrevs av Wesolowska 20. Phintella lunda ingår i släktet Phintella och familjen hoppspindlar. Inga underarter finns listade i Catalogue of Life.